# Лехто-Асикайнен, Кирсикка
Ки́рсикка Ле́хто-А́сикайнен (фин. Kirsikka Lehto-Asikainen; род. 1970, Финляндия) — финский дипломат, чрезвычайный и полномочный посол Финляндии в Израиле (с 2019).

## Биография
Родилась в 1970 году.
Окончила Школу экономики Hanken, получив степень магистра экономики, а позднее Университет Париж 1 Пантеон-Сорбонна, получив степень магистра международных отношений.
Работала в Ericsson в области маркетинговых коммуникаций.
В 1998 году поступила на службу в Министерство иностранных дел Финляндии. Работала также советником по вопросам общей политики безопасности и обороны ЕС в Министерстве обороны Финляндии, советником государственного секретаря и руководителем группы по делам НАТО в МИД Финляндии, занимала различные должности в посольствах Финляндии во Франции и Танзании.
С 2014 года возглавляла отдел по Ближнему Востоку и Северной Африке в МИД Финляндии.
1 апреля 2019 года назначена чрезвычайным и полномочным послом Финляндии в Израиле и 16 мая 2019 года вручила свои верительные грамоты.
Замужем, имеет двоих сыновей. Увлекается верховой ездой и дайвингом.